# Eugène Guyot
Pour les articles homonymes, voir Guyot.
Eugène, comte Guyot, né le 2 juin 1803 à Paris (ancien 10e) et mort le 30 mai 1868 à Paris 7e, est un haut fonctionnaire français.

## Biographie
Il est le fils du général de division Claude Étienne Guyot (1768-1837).
De 1830 à 1838, il est sous-préfet de Vendôme.
Après la conquête de Constantine en 1837, il est invité par le maréchal Valée pour aider à la formation de l'administration à la française. Ainsi, il a laissé une trace importante durant la colonisation de l'Algérie, où il fut d'abord nommé le 1er janvier 1838 sous-intendant de la province de Constantine, il est ensuite promu le 31 octobre 1838 directeur de l'Intérieur et de la Colonisation en Algérie sous les ordres du général Bugeaud, et ce jusqu'en 1847.
C'est lui qui établira et accomplira la création des premiers villages de colonisation dans le sahel algérois connus sous l' appellation de plan Guyot. Il a projeté l'établissement de 22 villages de colons européens, tous réalisés.
Deux communes vont être nommées à son nom, Saint-Eugène en 1848 dans la proche banlieue d'Alger, aujourd'hui Bologhine et Aïn Benian qui deviendra Guyotville de 1852 à 1962.
En septembre 1847, le duc d'Aumale remplace le général Bugeaud comme Gouverneur général de l'Algérie et il change radicalement l'administration algérienne. Avec tant de collègues, Guyot est renvoyé en France où il trouve une fonction de receveur particulier des finances à Morlaix du 30 octobre 1847 au 21 avril 1849. Pendant quelques jours, de fin avril au 10 mai 1848, il est en fonction comme Commissaire du gouvernement de Seine-et-Marne. Le 21 avril 1849, il obtient sa nomination de préfet de la Lozère. Il est promu préfet de l'Eure le 11 mai 1850 et sera encore préfet de l'Allier en 1852-1853. Il est mis à la retraite le 4 novembre 1853, par décision du ministre de l'Intérieur Persigny, sans que l'Empereur soit au courant. Mais l'Empereur n'est pas ingrat, Eugène Guyot est nommé directeur des lignes télégraphiques le 8 juin 1854. Il en est nommé Inspecteur général de 1re classe le 10 avril 1856. Sa carrière se termine en 1864.

## Distinctions
- Commandeur de la Légion d'honneur.